# Liste des châteaux de la Corrèze
Cet article recense de manière non exhaustive les châteaux (de défense ou d'agrément), maisons fortes, mottes castrales, situés dans le département français de la Corrèze. Il est fait état des inscriptions et classements au titre des monuments historiques.

## Liste
| Icône            | Signification    | Abréviations             | Abréviations                  | Abréviations             | Abréviations           |
| ---------------- | ---------------- | ------------------------ | ----------------------------- | ------------------------ | ---------------------- |
| Château fort     | Château fort     | = Bastide                | = Ferme fortifiée             | = Maison forte           | = (Néo-)Palladianisme  |
| Renaissance      | Renaissance      | = Château gascon         | = Folie (montpelliéraine)     | = Manoir, Gentilhommière | = Résidence épiscopale |
| Domaine viticole | Domaine viticole | = Classicisme, classique | = Forteresse, fort(ification) | = Maison (noble)         | = Style Beaux-Arts     |
| Palais           | Palais           | = Commanderie            | = Gothique (flamboyant)       | = Néo-baroque            | = Style Second Empire  |
| Ruine ou disparu | Ruine, disparu   | = Château pinardier      | = Hôtel particulier           | = Néo-classique          | = Style italianisant   |
|                  |                  | = Demeure seigneuriale   | ... = Style Louis XII...XVI   | = Néo-gothique           | = Style troubadour     |
|                  |                  | = Éclectisme             | = Logis (seigneurial)         | = Néo-Renaissance        | = Villa (de Nice)      |
| Baroque, rococo  | Baroque, rococo  | = Édifice religieux      | = Motte castrale/féodale      | = Pavillon de chasse     | = Styles du XXe siècle |

| Type                                            | Château                          | Commune                  | Protection                                                     | Notes                                                                      | Coordonnées                 | Illustration |
| ----------------------------------------------- | -------------------------------- | ------------------------ | -------------------------------------------------------------- | -------------------------------------------------------------------------- | --------------------------- | ------------ |
| Château fort                                    | Château d'Ambrugeat              | Ambrugeat                |                                                                | XIIe siècle-XVIe siècle                                                    | 45° 31′ 43″ N, 2° 07′ 07″ E |              |
| Château fort · Renaissance                      | Château de Bity                  | Sarran                   | Classé MH (1969) · Notice no PA00099885                        | XIIe et XVIIIe siècles, propriété de Jacques Chirac                        | 45° 25′ 01″ N, 1° 55′ 16″ E |              |
| Château fort                                    | Château de La Borde              | Ussel                    |                                                                | XVe siècle remanié au XVIIe siècle                                         | 45° 33′ 29″ N, 2° 18′ 29″ E |              |
| Château fort · Ruine ou disparu                 | Tours de Carbonnières            | Goulles                  | Inscrit MH (1970) · Notice no PA00099777                       | XIe et XVe siècles                                                         | 45° 02′ 39″ N, 2° 06′ 11″ E |              |
| Château fort                                    | Château de Chabrignac            | Chabrignac               |                                                                |                                                                            | 45° 19′ 01″ N, 1° 20′ 32″ E |              |
| Château fort · Ruine ou disparu                 | Château de Charlus-Chabanne      | Saint-Exupéry-les-Roches |                                                                |                                                                            | 45° 28′ 50″ N, 2° 20′ 59″ E |              |
| Château fort · Ruine ou disparu                 | Château de Charlus-le-Pailhoux   | Saint-Exupéry-les-Roches |                                                                |                                                                            | 45° 28′ 50″ N, 2° 21′ 02″ E |              |
| Château fort                                    | Château de Comborn               | Orgnac-sur-Vézère        | Inscrit MH (1985) · Notice no PA00099824                       | XIe et XIVe siècles, XVe et XVIIe siècles                                  | 45° 19′ 22″ N, 1° 28′ 24″ E |              |
| Château fort · Ruine ou disparu                 | Château de Couzages              | Chasteaux                |                                                                | XIIIe siècle-XVIIIe siècle                                                 | 45° 05′ 19″ N, 1° 26′ 15″ E |              |
|                                                 | Château de la Diège              | Ussel                    |                                                                | XIXe siècle                                                                | 45° 32′ 38″ N, 2° 18′ 02″ E |              |
|                                                 | Château de l'Ebraly              | Ussel                    |                                                                | (Saint-Dézery) XVe siècle                                                  | 45° 34′ 57″ N, 2° 20′ 40″ E |              |
| Château fort · Renaissance                      | Château de Forsac                | Benayes                  |                                                                | XIIIe et XIXe siècles                                                      | 45° 31′ 15″ N, 1° 28′ 49″ E |              |
| Château fort · Renaissance                      | Château de la Gâne               | Saint-Exupéry-les-Roches | Inscrit MH (1980) · Notice no PA00099854                       | XVe et XVIe siècles                                                        | 45° 29′ 41″ N, 2° 22′ 26″ E |              |
| Château fort · Édifice religieux                | Château du Jassoneix             | Meymac                   |                                                                | XIIe et XVe siècles,                                                       | 45° 33′ 07″ N, 2° 08′ 08″ E |              |
| Maison forte                                    | Château de la Johannie           | Curemonte                | Inscrit MH (1981) · Notice no PA00099754                       | XIe et XVe siècles                                                         | 45° 00′ 00″ N, 1° 44′ 34″ E |              |
|                                                 | Château de Lespinasse            | Ussel                    |                                                                | (La Tourette) XVe et XVIIe siècles                                         | 45° 34′ 49″ N, 2° 18′ 51″ E |              |
| Maison (noble) · Renaissance                    | Maison Renaissance de Lubersac   | Lubersac                 |                                                                |                                                                            | 45° 26′ 40″ N, 1° 24′ 15″ E |              |
| Château fort · Ruine ou disparu                 | Tours de Merle                   | Saint-Geniez-ô-Merle     | Classé MH (1927) · Notice no PA00099859                        | XIIe et XVe siècles                                                        | 45° 03′ 51″ N, 2° 04′ 29″ E |              |
|                                                 | Château de La Mothe              | Ussel                    |                                                                | XVe et XVIe siècles                                                        | 45° 35′ 15″ N, 2° 18′ 57″ E |              |
| Château fort                                    | Château de Pierrefitte           | Sarroux - Saint Julien   | Inscrit MH (1927) · Notice no PA00099887                       | XIIIe et XVe siècles                                                       | 45° 24′ 37″ N, 2° 27′ 56″ E |              |
| Château fort                                    | Château des Plas                 | Curemonte                | Classé MH (1991) · Notice no PA00099759                        | XIIIe et XVIIe siècles, forme un ensemble avec le château de Saint-Hilaire | 45° 00′ 04″ N, 1° 44′ 34″ E |              |
| Château fort · Renaissance                      | Château de Pompadour             | Arnac-Pompadour          | Inscrit MH (1926, 2015) · Notice no PA00099655                 | XIe et XVIIIe siècles, « Haras national de Pompadour »                     | 45° 23′ 49″ N, 1° 22′ 57″ E |              |
|                                                 | Château du Puy-de-Val            | Espagnac                 |                                                                |                                                                            |                             |              |
| Château fort                                    | Château de Puymaret              | Malemort                 | Inscrit MH (2000)                                              | XIIIe et XIXe siècles                                                      | 45° 10′ 52″ N, 1° 35′ 19″ E |              |
| Château fort                                    | Château de Rochefort             | Sornac                   |                                                                | XIIIe siècle,, reconstruit en 1620                                         |                             |              |
|                                                 | Château de Saint-Germain-Lavolps | Saint-Germain-Lavolps    | Notice no IA00030123                                           | reconstruit à la fin du XVIIe siècle                                       | 45° 36′ 48″ N, 2° 12′ 23″ E |              |
| Château fort · Renaissance                      | Château de Saint-Hilaire         | Curemonte                |                                                                | XIIIe et XVIIIe siècles, forme un ensemble avec le château de Plas         | 45° 00′ 05″ N, 1° 44′ 34″ E |              |
| Manoir, gentilhommière · Classicisme, classique | Château de Saint-Priest-de-Gimel | Saint-Priest-de-Gimel    | Inscrit MH (1981)                                              | XVIIIe siècle, reconstruit au XVIIIe siècle                                | 45° 18′ 00″ N, 1° 51′ 49″ E |              |
|                                                 | Châteaux des Salles              | Ussel                    |                                                                |                                                                            | 45° 32′ 14″ N, 2° 17′ 52″ E |              |
| Château fort · Renaissance                      | Château de Sédières              | Clergoux                 | Classé MH (1958) · Notice no PA00099716                        | XVe et XVIe siècles                                                        | 45° 17′ 30″ N, 1° 56′ 59″ E |              |
| Château fort · Ruine ou disparu                 | Château de Ségur                 | Ségur-le-Château         | Classé MH (1840) · Inscrit MH (2005) · Notice no PA00099890    | XIIIe siècle                                                               | 45° 25′ 47″ N, 1° 18′ 15″ E |              |
| Château fort                                    | Château de Servières             | Servières-le-Château     |                                                                | XIIIe siècle, possession de l'Abbaye d'Aurillac                            | 45° 07′ 58″ N, 2° 01′ 18″ E |              |
|                                                 | Château du Theil                 | Ussel                    |                                                                | XVe siècle                                                                 | 45° 33′ 35″ N, 2° 19′ 33″ E |              |
| Château fort · Ruine ou disparu                 | Château de Turenne               | Turenne                  | Classé MH (1840, 1890, 2015) · Notice no PA00099930            | XIIIe et XVe siècles                                                       | 45° 03′ 19″ N, 1° 35′ 01″ E |              |
| Château fort                                    | Château du Bazaneix              | Saint-Fréjoux            | Classé MH (1987) · Notice no PA00099857                        | connu au XIVe siècle                                                       |                             |              |
|                                                 | Château de Vaux                  | Sarroux - Saint Julien   | Classé MH (2017) · Notice no PA19000030                        | XVIIe siècle                                                               | 45° 26′ 58″ N, 2° 26′ 43″ E |              |
| Château fort · Ruine ou disparu                 | Château de Ventadour             | Moustier-Ventadour       | Classé MH (1840) · Notice no PA00099811 · Notice no IA00030480 | XIIe et XVIe siècles                                                       | 45° 23′ 32″ N, 2° 07′ 00″ E |              |
| Renaissance                                     | Hôtel Ventadour                  | Ussel                    | Inscrit MH (1932) · Notice no PA00099939                       |                                                                            | 45° 32′ 53″ N, 2° 18′ 36″ E |              |
| Néo-classique                                   | Château du Verdier (de Lubersac) | Lubersac                 |                                                                | XIXe siècle                                                                | 45° 26′ 28″ N, 1° 24′ 04″ E |              |